# Ефект Лензе — Тіррінга
Ефект Ле́нзе — Ті́ррінґа — явище в  загальній теорії відносності, що спостерігається поблизу масивних тіл, які обертаються. Ефект проявляється в появі додаткових прискорень, схожих із  прискоренням Коріоліса, тобто, у підсумку, сил, що діють на пробні тіла, які рухаються в гравітаційному полі.
Прискорення Коріоліса в ньютонівській механіці залежить тільки від {\displaystyle {\vec {\omega }}} — кутової швидкості неінерційної системи відліку щодо інерційної і лінійної  швидкості пробної маси в інерційній системі відліку {\displaystyle {\vec {v}}} і дорівнює
{\displaystyle {\vec {a}}=2{\vec {\omega }}\times {\vec {v}}},
Йозеф Лензе і Ганс Тіррінґ показали, що з урахуванням ефектів ЗТВ коріолісове прискорення від тіла радіусом {\displaystyle R} і масою {\displaystyle M}, яке обертається з кутовою швидкістю {\displaystyle {\vec {\omega }}}, на відстані {\displaystyle r} (при {\displaystyle r/R\gg 1}) має додатковий компонент:
{\displaystyle {\vec {b}}=2{\vec {v}}\times {\vec {H}}}
де
{\displaystyle {\vec {H}}={{2MGR^{2}} \over {5c^{2}r^{3}}}\left[{{\vec {\omega }}-3{{({\vec {\omega }}{\vec {r}}){\vec {r}}} \over {r^{2}}}}\right]}

## Експериментальна перевірка і спостереження ефекту в астрофізиці
Ефект Лензе — Тіррінґа спостерігається або як прецесія площини орбіти пробної маси, що обертається довкола масивного тіла, яке теж обертається, або як прецесія осі обертання гіроскопа в околицях такого тіла.
Для експериментального підтвердження ефекту, разом з іншим, істотнішим ефектом геодезичної прецесії, НАСА запустила супутник Gravity Probe B. Космічний апарат GP-B успішно завершив свою програму в космосі 2005 року. Перші результати були оприлюднені у квітні 2007, але через недоврахування впливу електричних зарядів на гіроскопи, точність обробки даних була недостатньою, щоб виділити ефект (поворот осі на 0,039 кутової секунди за рік у площині земного екватора). Остаточні результати опубліковані 2011 року. 

Однак, ще до закінчення місії Gravity Probe B, ефект виміряли Ігнаціо Чіуфоліні (Ignazio Ciufolini) з італійського університету Лечче і Ерріко Павліс (англ. Erricos Pavlis) із Мерилендського університету (округ Балтимор, США), у жовтні 2004 року. Чіуфоліні і Павліс провели комп'ютерний аналіз кількох мільйонів вимірювань дальності, отриманих методом лазерної дальнометрії по кутових відбивачах на супутниках LAGEOS і LAGEOS II (LAserGEOdynamicsSatellite), запущених для вивчення геодинаміки та уточнення параметрів гравітаційного поля Землі. Утім, фактична точність цих вимірів була предметом суперечок. На думку деяких дослідників, реальна точність таких вимірів може бути приблизно на рівні 20-30 %. Результат Gravity Probe B мав бути набагато точнішим.